# Combate de Sierralumi

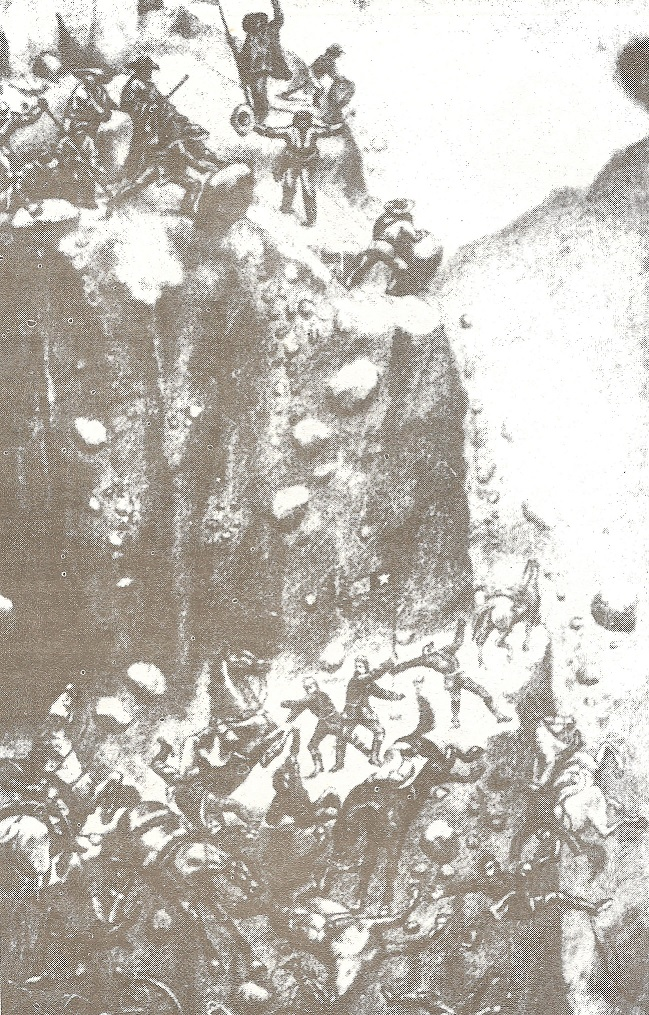
Representación artística de la emboscada de Sierra Lumi.

El  combate de Sierralumi  o  emboscada de Sierralumi  fue un enfrentamiento, durante la Campaña de la Breña, entre las montoneras de Comas al mando de Ambrosio Salazar y un destacamento del regimiento de caballería chileno "Carabineros de Yungay" al mando del teniente Ildefonso Álamos, que se encontraba en expedición de requisa y aprovisionamiento de víveres para la guarnición chilena estacionada en Concepción, ocurrido el 2 de marzo de 1882 en el desfiladero de Sierralumi en las inmediaciones del pueblo de Comas ubicado 10 leguas al noreste de Concepción.

## Antecedentes
El destacamento chileno de caballería había partido en misión de reconocimiento hacia la provincia de Comas. En donde cometían abusos contra la población campesina que poco a poco cambiaba su carácter neutral a bélico contra los invasores de sus tierras, formando guerrillas comandadas por el civil Ambrosio Salazar, que recibió allí el título de comandante. Justamente, es en uno de esos pueblos en los que la impune tropa chilena lanza una amenaza tras pedir que los comuneros les entreguen a sus hijas jóvenes para llevárselas como concubinas. Cuando los jinetes se van, estos van a llamar al comandante Salazar pidiendo apoyo. Una guerrilla se dirige hacia allí,y tras ver la situación, trazan la emboscada.
En cuanto a la participaciónde Salazar la investigadora Florencia E. Mallon dice:
En los informes oficiales de batalla que escribió a Cáceres, presentó el ataque como un mérito personal, aun cuando no es claro si estuvo presente en la batalla o llegó al lugar poco después. Tomó control de las armas capturadas en Sierra Lumi y las distribuyó entre sus aliados más importantes de las tierras bajas, dejando desarmadas a las guerrillas de comas aunque éstas habían ganado las armas. Y así, desde el principio, los ciudadanos-soldados de Comas fueron despojados tanto de la narrativa como del botín de la batalla. El apresamiento de Salazar, su posterior liberación y la llegada de un batallón del ejército regular cacerista para “reorganizar” la fuerza guerrillera fueron solamente las primeras escaramuzas de una guerra política que duró veinte años.

## El combate
La expedición chilena al mando del teniente Ildefonso Álamos regresaba de la hacienda Runatullo, con 200 reses y 50 arrobas de mantequilla, que habían sido requisadas a los campesinos como "cupo de guerra para la manutención de las tropas de ocupación", hacían los poblados cercanos de Sierralumi para recibir su pedido. 
Fue emboscada a su paso por el desfiladero de Sierralumi por las guerrillas de Comas al mando del comandante Ambrozio Salazar quien posicionado de las alturas que dominaban la pendiente arroja sobre los chilenos enormes piedras(galgas) acompañadas de fuego de fusilería y tiros con hondas. Los carabineros huyen apresuradamente del paso abandonando a sus caídos, las provisiones tomadas, algunos caballos, sables y  carabinas winchester que fueron tomadas por los guerrilleros. Entre los muertos estuvo el oficial de la Comisaría del Ejército Fernando Jermain que acompañaba la expedición y a quien confundieron los comasinos con el jefe de la misma.  
Según carta del alcalde de Comas al general Cáceres los guerrilleros tuvieron 4 muertos y varios heridos afirmando haber muerto a 15 soldados chilenos y recuperado el botín. Según parte del teniente Álamos, sus pérdidas fueron 5 muertos y 4 heridos, junto con 23 caballos, 21 monturas, 13 sables, 6 carabinas y 7 bandoleras, informando también que la mayor parte de su tropa se resultó contusa a consecuencia de las pedradas recibidas.
Esta acción, militarmente de importancia menor, fue el detonante que impulsó a los pobladores de Comas a tomar un papel más activo en una guerra en la que hasta entonces habían permanecido indiferentes. Un corresponsal de prensa chileno lo referiría así:

Los indios lanzaban desde lo alto una lluvia de piedras impulsadas por hondas, que aquellos lanzaban con destreza, a la vez que enormes galgas, o sea grandes peñascos, rodaban con increible velocidad sobre nuestros soldados. La confusión fue espantosa...enviar otra expedición a esos lugares sería infructuosa porque las alturas en que los enemigos estaban colocados eran inaccesibles...los indios de diez leguas a la redonda, soberbios y envanecidos con los últimos sucesos esperaban resueltos nuestro ataque... han llevado su insolencia hasta desafiar a todo nuestro ejército...Amenazaron con arrasar la guarnición chilena de Concepción, y estaban resueltos a hacerlo, aunque nuestro ejército entero los atacara...escarmiento severo y terrible necesitaban esos serranos
Corresponsal del diario "El Coquimbo" Huancayo, 15 de marzo de 1882 